# يان دي بونت
جان دي بونت (بالهولندية: Jan de Bont)‏ (و. 1943  م) هو مخرج أفلام، ومصور سينمائي، ومنتج أفلام هولندي، ولد في آيندهوفن.

## وصلات خارجية
- يان دي بونت على موقع IMDb (الإنجليزية)
- يان دي بونت على موقع مونزينجر (الألمانية)
- يان دي بونت على موقع ألو سيني (الفرنسية)
- يان دي بونت على موقع ميوزك برينز (الإنجليزية)
- يان دي بونت على موقع أول موفي (الإنجليزية)
- يان دي بونت على موقع بوكس أوفيس موجو (الإنجليزية)
- يان دي بونت على موقع قاعدة بيانات الأفلام السويدية (السويدية)
- يان دي بونت على موقع إن إن دي بي (الإنجليزية)
- يان دي بونت على موقع ديسكوغز (الإنجليزية)
- يان دي بونت على موقع قاعدة بيانات الفيلم (الإنجليزية)